# Premio de Ficción Femenina
El Premio de Ficción Femenina (en inglés: Women's Prize for Fiction, y antes conocido como Orange Prize) es uno de los premios literarios más prestigiosos del Reino Unido, otorgado anualmente a la escritora de cualquier nacionalidad por la mejor novela escrita en inglés, y que haya sido publicada en el Reino Unido durante el año anterior.
Originalmente, el premio tendría que haberse estrenado en 1994 bajo el patrocinio de Mitsubishi, pero la polémica sobre los méritos del premio causó que retiraran su apoyo. La financiación por parte de Orange, un operador de telefonía móvil y proveedor de servicios de internet del Reino Unido, permitió que el premio saliera adelante en 1996 con un comité mixto (hombres y mujeres) de "periodistas, críticos, agentes, editores, libreros y vendedores de libros", incluyendo a la actual Directora de Honor Kate Mosse.
El premio se estableció para reconocer la contribución de las mujeres escritoras, pues Mosse creía que se las ignoraba en otros premios literarios de envergadura, y como reacción a los finalistas (todos hombres) del Premio Man Booker de 1991. La ganadora del premio recibe 30,000£, junto a una escultura de bronce llamada Bessie creada por la artista Grizel Niven, hermana del actor y escritor David Niven. Generalmente, en marzo se anuncia una lista de nominadas al premio, seguido en junio de la lista de finalistas. Pocos días después, se anuncia a la ganadora.